# フリアン・ベレンデロ
フリアン・ベレンデロ・マルティン（Julián Berrendero Martín、1912年4月8日 - 1995年8月1日）は、スペイン、サン・アグスティン・デル・グアダリクス出身の自転車競技（ロードレース）選手。

## 来歴
第3、4回のブエルタ・ア・エスパーニャの総合優勝者で、山岳賞も3回獲得。ツール・ド・フランスでは、1936年に山岳賞を獲得した。1934年から1949年までプロ生活を送った。
1995年8月1日、マドリーで死去。83歳没。

## 主な戦績
1936
 ツール・ド・フランス 山岳賞
1937
ブエルタ・ア・エスパーニャ 総合4位
ツール・ド・フランス 区間1勝（第15）
1941
 ブエルタ・ア・エスパーニャ 総合優勝、区間2勝（第1、20）
1942
 ブエルタ・ア・エスパーニャ 総合優勝、山岳賞、区間2勝（第1、9b）
 スペイン選手権・ロードレース優勝
 スペイン国内選手権・シクロクロス優勝
1943
 スペイン国内選手権・ロードレース優勝
カタルーニャ一周 総合優勝
1944
 スペイン国内選手権・ロードレース優勝
 スペイン国内選手権・シクロクロス優勝
1945
ブエルタ・ア・エスパーニャ 総合2位、山岳賞、区間2勝（第1、17）
1946
ブエルタ・ア・エスパーニャ 総合2位、山岳賞、区間3勝（第1、18b、20）
カタルーニャ一周 総合優勝、山岳賞、ポイント賞
1947
ブエルタ・ア・エスパーニャ 総合6位、区間1勝（第3）
1948
ブエルタ・ア・エスパーニャ 区間1勝（第1A）